# Овощна
Овощна е село в Северна България. То се намира в община Златарица, област Велико Търново.

## География
Село Овощна се намира в планински район.